# Hayato Gokudera
Hayato Gokudera (獄寺 隼人?) es un personaje ficticio del manga y anime Katekyō Hitman Reborn! creado por Akira Amano.
Gokudera nació en Italia y es de 3/4 italiano y 1/4 (madre) japonés. Su sueño es convertirse en la mano derecha del décimo. Tiene la capacidad para tocar el piano. No le gustan las personas que tengan más edad que él como Ryohei y el Lambo adulto. En la escuela, Hayato es tremendamente popular entre las compañeras que lo ven como el "chico rebelde". Durante el día de San Valentín, un numeroso grupo de chicas lo seguía constantemente tratando de darle chocolates, aun así Hayato parece ser más molesto que halagado por ello. A pesar de su imagen de un rebelde, Hayato posee una gran inteligéncia y siempre saca 100 de puntuación en los exámenes. Esto es probablemente debido a su educación en la riqueza, lo que sugiere que probablemente tuvo una multitud de profesores particulares de pequeño. Él idolatra a Tsuna en gran medida y se autoproclama la mano derecha del décimo. En el manga, él es un fumador, a menudo utiliza su cigarrillos para encender su dinamita.

## Historia
Debido a la experiencia de una infancia traumática, cada vez que ve la cara de su hermana mayor, Bianchi, se enferma, a veces incluso a caer inconsciente. Por extraño que parezca, es inmune a su hermana cuando ella se pasa a llevar algo que cubre una parte de su cara (es decir, gafas o anteojos).
Cuando era más joven, fue un talentoso pianista. Sin embargo, pronto se cansó de tocar después de su 'trauma', y en su lugar, decidió unirse a la mafia. Lamentablemente, desde que fue considerado como un mero pianista, nadie quería aceptarlo en su familia; el hecho de que era uraza medio-orientales han disminuido sus posibilidades de encontrar una familia de mafiosos dispuestos a tomarlo en cuenta.
Para ser más fuerte, solicitó el asesoramiento del Dr. Shamal, que, en el momento, estaba trabajando para su familia. Hayato parecía haber consultado a Shamal, hasta el punto de que Shamal cree, Hayato ha copiado a su peinado, e incluso quería aprender la técnica de su asesinato, el Trident Mosquito. En cambio, Shamal le enseñó a usar dinamita, que causó la fascinación de Hayato con explosivos, con el tiempo de elegirlas como sus principales armas.
En el Arco de los VARIA, Hayato domina un nuevo tipo de bombas, las Rocket Bombs.
En el arco del Futuro, se ha revelado más del pasado de Gokudera. Él y Bianchi son en realidad medios hermanos, nacidos de madres diferentes. La madre de Bianchi, estaba casada con su padre, pero la madre de Gokudera era una mujer con la que tuvo una aventura. La madre Gokudera fue de joven, una mujer hermosa y muy talentosa pianista, a quien su padre se enamoró a primera vista.

## Personalidad
Algo que caracteriza a Gokudera es siempre mostrar una cara enojada proveniente de su experiencia en el bajo mundo provocando que siempre este alerta. Por lo general sufre un cambio de personalidad cuando se dirige a Tsuna volviéndose alegre y optimista, a pesar de su actitud Gokudera posee un alto intelecto siendo el mejor de la clase llegando a llamar a los exámenes "demasiado fáciles". Puede ser considerado Tsundere.

## Armas

### Dinamita
En el manga originalmente es fumador, por lo que con el cigarro suele encender sus dinamitas.

#### Mini-Bomb
versión en miniatura de su dinamita, al ser más pequeña es más difícil de ver pero el daño se reduce drásticamente.

#### Rocket Bomb
Esta dinamita está diseñada para que, por medio de un sistema en la parte de atrás,  impulse la dinamita a la dirección deseada.

### Sistema C.A.I
Un total de 17 cajas, 16 de armas y 1 de animal, las cuales, para funcionar, deben abrirse en el orden correcto y por medio de un total de 5 llamas distintas:Tormenta, Lluvia, Relámpago, Sol y Nube.
consiste en:
Flame Arrow:la pieza clave del sistema pues se necesita para realizar los ataques, consta de un arma, con forma gótica, que va puesta en el brazo izquierdo, en la parte de atrás se coloca munición para realizar un poderoso disparo. Antes de descubrir la complejidad del sistema C.A.I. utilizaba su dinamita como munición, dando de resultado un disparo de flamas de tipo tormenta
Tormenta Solar:balas que se disparan de forma continua a través del Flame arrow, al estar impregnadas de llamas de sol tienen un increíble alcance pero son inútiles a corta distancia. Además van acelerando y desacelerando a tiempos imparciales.
Nubes de Tormenta:un disparo impregnado de llamas de nube, lo que hace que, durante su recirrido, salgan otros disparos de forma constante, este ataque es útil para enfrentarse a numerosos enemigos o a 1 difícil de acertar. Es una de sus mejores armas.
Lluvia Tormentosa: un disparo recubierto de llamas de lluvia, este ataque está hecho específicamente para atravesar la defensa del enemigo que consiste en usar el atributo de la llama de lluvia para debilitarle y luego usar el atributo de la tormenta para destruirla.
Truenos de Tormenta:el ataque más poderoso de gokudera, combina la solidez de la llama del trueno con la "desintegración de la llama de tormenta, creando un disparo increíblemente potente.
Escudos CAI:consiste en diversos escudos que se mueven a la voluntad de gokudera.
Plataforma voladora:es una plataforma que usa llama de tormenta que le permite a gokudera volar.

#### Arma Vongola
Su arma Vongola es el arco de G, permite aumentar la potencia del disparo y disparar diversos disparos a la vez.

#### Uri
Es el animal de las cajas de gokudera, es un pequeño gato con el atributo de la tormenta. Uri tiene un gran cariño a gokudera aunque constantemente para peleando con el por molestarlo, insultarlo o de regresarlo a la caja.
Gracias a la caja de la tormenta, Uri puede transformarse en el G-Archery y en un poderoso leopardo que es de gran ayuda en la batallas.